# Nemoura bituberculata
Nemoura bituberculata är en bäcksländeart som beskrevs av Douglas E. Kimmins 1950. Nemoura bituberculata ingår i släktet Nemoura och familjen kryssbäcksländor. Inga underarter finns listade i Catalogue of Life.